# Hieróglifo

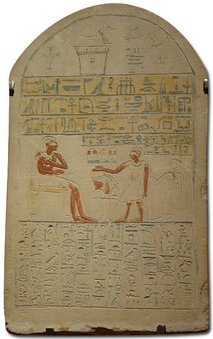
Hieróglifos em uma estela funerária.

Hieróglifo ou hieroglifo (grego antigo, hieros, “sagrado” e glyphein, “gravar”, "escrita sagrada") é como foram chamados cada um dos caracteres usados como escrita no Egito Antigo. As escritas logográficas que são pictográficas na forma de modo a lembrar o antigo egípcio, são às vezes também chamadas de "hieróglifos".

## Lista de escritas e sistemas parecidos às vezes chamados de "hieroglíficos"
- Hieróglifos da Anatólia
- Hieróglifos astecas
- Hieróglifos chukoto
- Hieróglifos cretenses
- Hieróglifos egípcios
- Hieróglifos maias
- Hieroglifos de Mi'kmaq
- Hieróglifos de Muisca
- Hieróglifos de Ojibwe
- Hieróglifos olmecas
- Caracteres chineses

## Outras leituras
- ALLEN, J. P. Middle Egyptian: an Introduction to the Language and Culture of Hieroglyphs. Cambridge: Cambridge University Press, 2001.
- FONTOURA JR., Antonio. Hieróglifos Egípcios: um Curso de Introdução à Leitura e Decifração de Textos do Antigo Egito. Curitiba: PatolaLivros, 2010.
- GARDINER, A. Egyptian Grammar: Being an Introduction to the Study of Hieroglyphs. Oxford: Griffith Institute, 1988.
- OLIVEIRA, Francis Lousada Rubiini de. A Escrita Sagrada do Egito Antigo. Dicionário Hieróglifo-Português. Ed. autor, 2008.
- PARKINSON, Richard. O Guia dos Hieróglifos Egípcios.  Editora Madras. ISBN 85-370-0027-2